# Monty Westmore

Stern auf dem Hollywood Walk of Fame für die Mitglieder der Westmore Familie

Montague George „Monty“ Westmore (* 12. Juni 1923 in Los Angeles, Kalifornien; † 13. November 2007 in Woodland Hills, Kalifornien) war ein US-amerikanischer Maskenbildner.

## Leben
Westmore wuchs in einer traditionsreichen Maskenbildnerfamilie auf. Schon sein Vater Monte Westmore und sein Großvater George Westmore waren in diesem Beruf tätig gewesen, den auch sein Bruder Michael Westmore ergriff. Er begann seine Karriere 1943 als Lehrling bei seinem Onkel Perc Westmore, der bei Warner Brothers tätig war. Danach arbeitete er sieben Jahre bei den Universal Studios. Zu Beginn arbeitete er ohne Namensnennung im Abspann unter anderem an Der Schatz der Sierra Madre und Im Zeichen des Bösen. Später wurde er persönlicher Maskenbildner von Joan Crawford und Paul Newman.
Neben seiner Filmarbeit war er auch für das Fernsehen tätig; so war er zwischen 1952 und 1966 für die Sitcom The Adventures of Ozzie and Harriet mit Ozzie Nelson und Harriet Hilliard tätig. 1983 wurde er für die Fernsehproduktion Was wird nur aus den Kindern? mit Ann-Margret in der Hauptrolle für den Emmy nominiert. 1991 erhielt er eine Oscar-Nominierung für seine Mitarbeit an Steven Spielbergs Hook. Seine letzte Filmarbeit war Der Grinch im Jahr 2000.

## Filmografie (Auswahl)
- 1948: Der Schatz der Sierra Madre (The Treasure of the Sierra Madre)
- 1950: The Daughter of Rosie O’Grady
- 1951: Die Diebe von Marschan (The Prince Who Was a Thief)
- 1952: Schüsse in New Mexico (The Duel at Silver Creek)
- 1958: Im Zeichen des Bösen (Touch of Evil)
- 1960: Land der tausend Abenteuer (North to Alaska)
- 1962: Was geschah wirklich mit Baby Jane? (What Ever Happened to Baby Jane?)
- 1964: Die Zwangsjacke (Strait-Jacket)
- 1970: Rio Lobo
- 1970: Sie möchten Giganten sein (Sometimes a Great Notion)
- 1974: Flammendes Inferno (The Towering Inferno)
- 1982: The Verdict – Die Wahrheit und nichts als die Wahrheit (The Verdict)
- 1983: Was wird nur aus den Kindern? (Who Will Love My Children?)
- 1984: Die Frau in Rot (The Woman in Red)
- 1986: Stand by Me – Das Geheimnis eines Sommers (Stand by Me)
- 1986: Die Farbe des Geldes (The Color of Money)
- 1988: Das Todesspiel (The Dead Pool)
- 1989: Black Rain
- 1989: Die Glücksjäger (See No Evil, Hear No Evil)
- 1991: Hook
- 1993: Jurassic Park
- 1994: Die Verurteilten (The Shawshank Redemption)
- 1994: Hudsucker – Der große Sprung (The Hudsucker Proxy)
- 1994: Nobody’s Fool – Auf Dauer unwiderstehlich (Nobody’s Fool)
- 1995: Outbreak – Lautlose Killer (Outbreak)
- 1995: Sieben (Se7en)
- 1996: Star Trek: Der erste Kontakt (Star Trek: First Contact)
- 1998: Star Trek: Der Aufstand (Star Trek: Insurrection)
- 1999: Message in a Bottle – Der Beginn einer großen Liebe (Message in a Bottle)
- 2000: Der Grinch (How the Grinch Stole Christmas)

## Nominierungen
- 1983: Emmy-Nominierung für Who Will Love My Children?
- 1992: Oscar-Nominierung für Hook
- 1996: Emmy-Nominierung für Die Jay Leno-Story